# Biserica ortodoxă - Huedin I
Ridicată între anii 1931-1934 în stil neobizantin, prin eforturile localnicilor în frunte cu protopopul Aurel Munteanu, Biserica Ortodoxă din Huedin, a fost numită și "Catedrala Moților". În interior, pe pereți, catedrala are o frumoasă pictură în stil bizantin.
Românii ortodocși din Huedin s-au organizat în filie aparținătoare de parohia Călata în anul 1869, unde funcționa de fapt și Protopopiatul Ortodox. După Marea Unire, în condițiile reînființării Episcopiei Vadului, Feleacului și Clujului în anul 1920, s-a pus problema constituirii unei parohii ortodoxe la Huedin (acesta era centrul zonal). Astfel, la 5 decembrie 1920 a avut loc ședința extraordinară de constituire propriu-zisă a parohiei, care a desemnat primul consiliu parohial. La acel moment în Huedin erau 30 de familii ortodoxe, formate din 112 persoane . Aceste date diferă de cele oferite de recensămintele care încadrează anul 1920, astfel: recensământul din anul 1910 ne arată că din totalul celor 481 de români ce locuiau în Huedin și Bicălatu, 136 s-au declarat ca fiind ortodocși, iar la recensământul din anul 1930, din cei 1137 de români din Huedin, numărul lor crescuse la 465.
Primul consiliu parohial din Huedin a avut următoarea componență: Teodor Toader – (preot) administrator parohial, Dr. Vasile Pașca – medic la Spitalul Județean Huedin, Dr. Gheorghe Popescu – prim judecător, Dr. Gavril Gáll – avocat, Manase Ciungar – profesor, Constantin Căciulă – director la Banca „Vlădeasa”, Mihai Mărincaș – casier la Banca „Vlădeasa”, Gavril Pipoș – preceptor controlor, Mihai Bențe – telefonist, Nicolae Sacaliș – comerciant și Ioan Furcoviciu – pantonfar .
După înființarea filiei Huedin, credincioșii de aici au fost păstoriți de preoții Gavril Condor (până în anul 1916), Cornel Condor (1916 – 1920) iar în momentele când aceștia au fost împiedicați din diferite motive să se ocupe de credincioșii din Huedin, trebuințele lor sufletești au fost satisfăcute de alți preoți ortodocși sau greco-catolici. De remarcat este faptul că în Huedinul începutului de secol conta în primul rând sufletul omului, nu confesiunea, motiv pentru care enoriașii ortodocși puteau fi îndrumați spiritual în momente de restriște și de preoți greco-catolici. După anul 1920 a fost numit ca administrator parohial Teodor Toader, cu misiunea de a transforma filia în parohie. Parohia Huedin a fost recunoscută ca atare de către Oficiul Protopopesc din Cluj în anul 1921, iar cel însărcinat cu alegerea noului preot a fost Aurel Munteanu, preotul paroh din Sebeșul Mare (Valea Drăganului). Noul preot, Alexandru Galea (singurul concurent), și-a început activitatea în 3 ianuarie 1922, funcționând în Huedin până la data de 22 mai 1923. A urmat ca paroh de drept Aurel Munteanu, preotul din Valea Drăganului, care din 4 iulie 1922 funcționa ca administrator protopopesc al tractului Huedin nou înființat. Aurel Munteanu a administrat parohia Huedin alături de cea din Valea Drăganului începând cu data de 22 mai 1923, însă nu s-a mutat aici decât la 24 decembrie 1924, servind ca preot-protopop în Huedin până în data de 10 septembrie 1940 când a fost martirizat. Casele parohiale din Huedin au fost ocupate de armată, biblioteca și Banca Populară „Fântânele” (înființată prin stăruințele protopopului-martir) împreună cu arhiva protopopiatului au fost în bună parte distruse.
Preotul Petru Pop numit la 1 octombrie 1940 ca să conducă noul tract de la Huedin (sediul protopopiatului a fost mutat la Călata din cauza cedărilor teritoriale) întrucât autoritățile horthyste nu i-au permis să se mute în oraș, a fost nevoit să conducă de la Valea Drăganului, sediul noului tract.În ceea ce privește spațiul destinat serviciului divin în perioada grea a începutului de organizare, în lipsa unei biserici, acesta era într-o sală de clasă de la Școala Generală, unde a fost amenajată o capelă ortodoxă. Primul serviciu religios în această capelă s-a ținut la începutul anului 1922, iar în anii 1924-1925 aceasta a fost pictată și înzestrată cu cele de trebuință. Încă de la prima ședință a Consiliului Parohial ținută de la instalarea sa, Aurel Munteanu a ridicat problema edificării unei biserici ortodoxe în Huedin. Au fost începute demersuri pentru colectarea fondurilor necesare, formându-se în acest sens o comisie pe data de 7 august 1925.
Din comisia pentru edificare au făcut parte Aurel Munteanu – președinte, Dr. Vasile Pașca și Dr. Gavril Gáll la care s-au adăugat ulterior Valer Bologa – director de bancă, Ioan Georgescu – directorul Școlii de Arte și Meserii, Vasile Goia – comerciant și Petru Dreve.
În vederea ridicării lăcașului de cult au fost studiate mai multe planuri, iar pe 13 iulie 1930 Consiliul și Adunarea Parohială au acceptat planul întocmit de către arhitectul Victor Smigelschi din Sibiu. Lucrarea a fost dată spre execuția antreprenorilor Nicola Simina din Abrud, Mihai Orlea și Iosif Costișel din Sohodol, sub suptravegherea directă a inginerului Gavril Lung din Valea Drăganului și a arhitectului consistorial Dr. Leo Bohățiel.
După rugăciunea de temelie ținută de Aurel Munteanu asistat de preotul Teodor Toader din Călata, în luna august 1931, lucrările efective în privința edificării au început la 20 septembrie 1931, prin punerea pietrei de temelie.
În ceea ce privește locația, biserica a fost ridicată în Piața Unirii, pe un teren expropriat în anul 1922 și pe care se afla clădirea Primăriei din vremea Austro-Ungariei. În vremea ocupației horthyste, oficialitățile timpului, prin sentința numărul 1914 din anul 1941 a Judecătoriei Huedin, au repus Primăria Huedin în posesia intravilanului pe care s-a ridicat biserica însă, ca urmare a protestelor Consiliului Eparhial Ortodox din Cluj, biserica și teritoriul aferent au rămas în proprietatea credincioșilor români ortodocși.
În anul 1931 a fost clădit întregul corp al bisericii (inclusiv cele două turnuri), iar în anul 1932 a fost terminată și cupola. Tencuiala interioară și cea exterioară a fost executată în anul 1932. În paralel cu edificarea, au fost achiziționate trei clopote, unul mai mic (64 kg) cumpărat de Societatea Ortodoxă a Femeilor Române, unul mijlociu (222 kg) donat de familia Teodor Roșca – comerciant din București și unul mai mare (306 kg) cumpărat de parohia Huedin.Iconostasul a fost făcut la Școala de Arte și Meserii din Huedin, amvonul și prestolul au fost lucrate de antrepremonul Nicolae Simina, iar cele 43 de scaune de către tâmplarul Matei Cosma din Huedin. Policadrul a fost donat de Școala de Arte și Meserii din Huedin, iar tetrapodul a fost donat de către Societatea Ortodoxă a Femeilor Române – filiala Huedin. Scaunul arhieresc a fost donat de către profesorul Aurel Mitrea, iar celălalt scaun de către familia Constantin Spandanide din București.
Pictorul-zugrav Petru Crăciun din Huedin a pictat Pantocratorul, vestibulul cu Sfântul Nicolae, stranele, amvonul și pe Cuvioasa Paraschiva. Cele patru icoane principale de la iconostas au fost pictate de către Grigorie Nagoșan din Cluj iar cele patru de pe uși de către Eugen Profeta din Cluj.
La momentul respectiv întreaga lucrare, cu interior cu tot, a costat 1.524.526 lei (1.224.526 lei a costat tot edificiul propriu – zis cu planuri și devize precum și materialul parohiei iar aranjamentul intern și extern 300.000 lei).
Sfințirea bisericii s-a făcut duminică, 14 octombrie 1934, de Sfânta Cuvioasa Paraschiva, în prezența episcopilor Nicolae Ivan al Clujului și Ioan Stroia al Armatei de la Alba Iulia, care au fost însoțiți de membrii Consiliului Eparhial: Dr. S. Stanca, Dr. V. Sava - secretar, Dr. I. Vască - Rectorul Academiei Teologice.